# Équipe cycliste Griffon
L'équipe cycliste Griffon, est une équipe cycliste française de cyclisme professionnel sur route, active entre 1904 et 1956, sponsorisée par le fabricant de bicyclette « Griffon »

## Principaux résultats

### Compétitions internationales
- Bol d'or 1909 (Léon Georget)
- GP Wolber 1925 (Henri Suter)

### Classiques
- Paris-Dijon 1909 (Georges Passerieu)
- Tour de Romagne 1913 (Angelo Gremo)
- Bordeaux-Paris 1925 (Henri Suter)

### Bilan sur les grands tours
- Tour de France[note 1]
  - Victoires d'étapes
    - 6e étape en 1908 : Jean-Baptiste Dortignacq
    - 1re étape en 1913 : Giovanni Micheletto, 9e étape : Firmin Lambot
    - 3e étape en 1924 : Théophile Beeckman

- Tour d'Espagne

## Effectifs
- 1905
  - Paul Chauvet (cyclisme)
  - Julien Maitron

- 1907
  - Henri Cornet
  - Jean-Baptiste Dortignacq

- 1908
  - Maurice Brocco
  - Henri Cornet
  - Georges Paulmier

- 1909
  - Émile Georget
  - Léon Georget
  - Georges Passerieu

- 1912
  - Oscar Egg
  - Louis Engel
  - Hector Tiberghien

- 1913
  - Ugo Agostoni
  - Vincenzo Borgarello
  - Firmin Lambot[1]
  - Giovanni Micheletto

- 1914
  - Giovanni Micheletto

- 1923
  - Théophile Beeckman
  - Henri Collé (it)
  - Gaston Degy
  - Marcel Huot

- 1924[2]
  - Théophile Beeckman
  - Georges Cuvelier
  - Marcel Huot
  - Alfons Van Hecke

- 1925
  - Henri Suter

- 1926
  - Gaston Rebry

- 1954
  - Jacques Schoubben (ca)

- 1956
  - Jacques Schoubben (ca)
  - Frans Schoubben